# UFC Fight Night: Holm vs. Vieira
UFC Fight Night: Holm vs. Vieira（ユーエフシー・ファイトナイト：ホルム・バーサス・ヴィエラ、別名UFC Fight Night 206、UFC on ESPN+ 64）は、アメリカ合衆国の総合格闘技団体「UFC」の大会の一つ。2022年5月21日、ネバダ州ラスベガスのUFC APEXで開催された。

## 大会概要
本大会はホリー・ホルムとケトレン・ヴィエラの女子バンタム級戦が組まれた。

## 試合結果

### プレリミナリーカード
第1試合 女子ストロー級 5分3R
○  サム・ヒューズ vs.  エリース・リード ×
3R 3:52 TKO（グラウンドの肘打ち連打）
第2試合 フェザー級 5分3R
○  チェイス・フーパー vs.  フェリペ・コラレス ×
3R 3:00 TKO（パウンド）
第3試合 バンタム級 5分3R
○  ジョナサン・マルティネス vs.  ヴィンス・モラレス ×
3R終了 判定3-0（30-27、30-27、30-27）
第4試合 ライト級 5分3R
○  ウロシュ・メディチ vs.  オマール・モラレス ×
2R 3:05 TKO（左フック）
第5試合 ヘビー級 5分3R
○  ジャイルトン・アウメイダ vs.  パーカー・ポーター ×
1R 4:35 リアネイキドチョーク
第6試合 ミドル級 5分3R
○  ジョセフ・ホームズ vs.  アレン・アメドフスキー ×
1R 1:04 リアネイキドチョーク

### メインカード
第7試合 ミドル級 5分3R
○  パク・ジョンヨン vs.  エリク・アンダース ×
3R終了 判定2-1（28-29、29-28、29-28）
第8試合 女子ストロー級 5分3R
○  タバサ・リッチ vs.  ポリアナ・ヴィアナ ×
3R終了 判定3-0（29-28、29-28、29-28）
第9試合 ミドル級 5分3R
○  チディ・エンジョクアニ vs.  ドゥスコ・トドロビッチ ×
1R 4:48 KO（右肘打ち）
第10試合 ウェルター級 5分3R
○  ミシェル・ペレイラ vs.  サンチアゴ・ポンジニッビオ ×
3R終了 判定2-1（28-29、30-27、29-28）
第11試合 女子バンタム級 5分5R
○  ケトレン・ヴィエラ vs.  ホリー・ホルム ×
5R終了 判定2-1（47-48、48-47、48-47）

### 各賞
ファイト・オブ・ザ・ナイト：ミシェル・ペレイラ vs. サンチアゴ・ポンジニッビオ
パフォーマンス・オブ・ザ・ナイト：チディ・エンジョクアニ、チェイス・フーパー
各選手にはボーナスとして5万ドルが授与された。

### カード変更
負傷などによるカードの変更は以下の通り。